# Função de Mittag-Leffler
Conhecida por alguns autores como a rainha das funções inerentes ao cálculo fracionário, a função criada por Magnus Gösta Mittag-Leffler (e suas generealizações) assume o mesmo papel que a função exponencial de base e assume no cálculo usual. Ou seja, assim como a função exponencial é solução de equações diferenciais lineares com coeficientes constantes, a função de Mittag-Leffler é solução de equações diferenciais fracionárias lineares com coeficientes constantes, por esta razão é conhecida como a rainha das funções especiais e também como a generalização "fracionária" da função exponencial.

## Função de Mittag-Leffler de um parâmetro
A função definida por Mittag-Leffler em 1903, Eα(x), trata-se de uma função complexa com dependência de um parâmetro, definida da seguinte maneira :
Sejam x,α complexos, com Re(α)>0,
{\displaystyle E_{\alpha }(x)=\sum _{k=0}^{\infty }{\frac {x^{k}}{\Gamma (\alpha k+1)}}.}

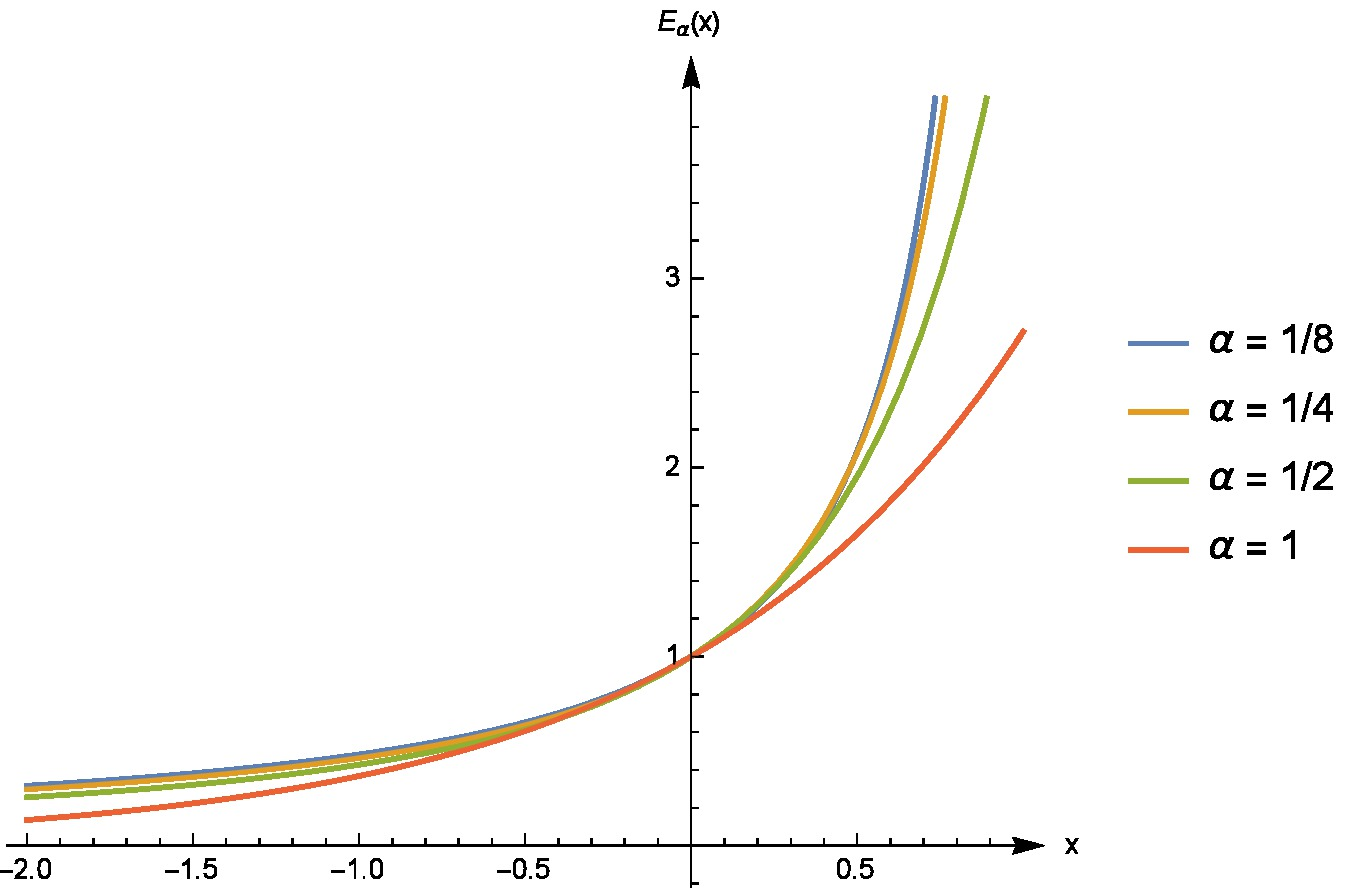
Função de Mittag-Leffler, E_{α}(x), para 0<α<1.

Como citado anteriormente, esta função é uma generalização da função exponencial. Tomando α=1, verificamos esta relação pela definição da série de Taylor.

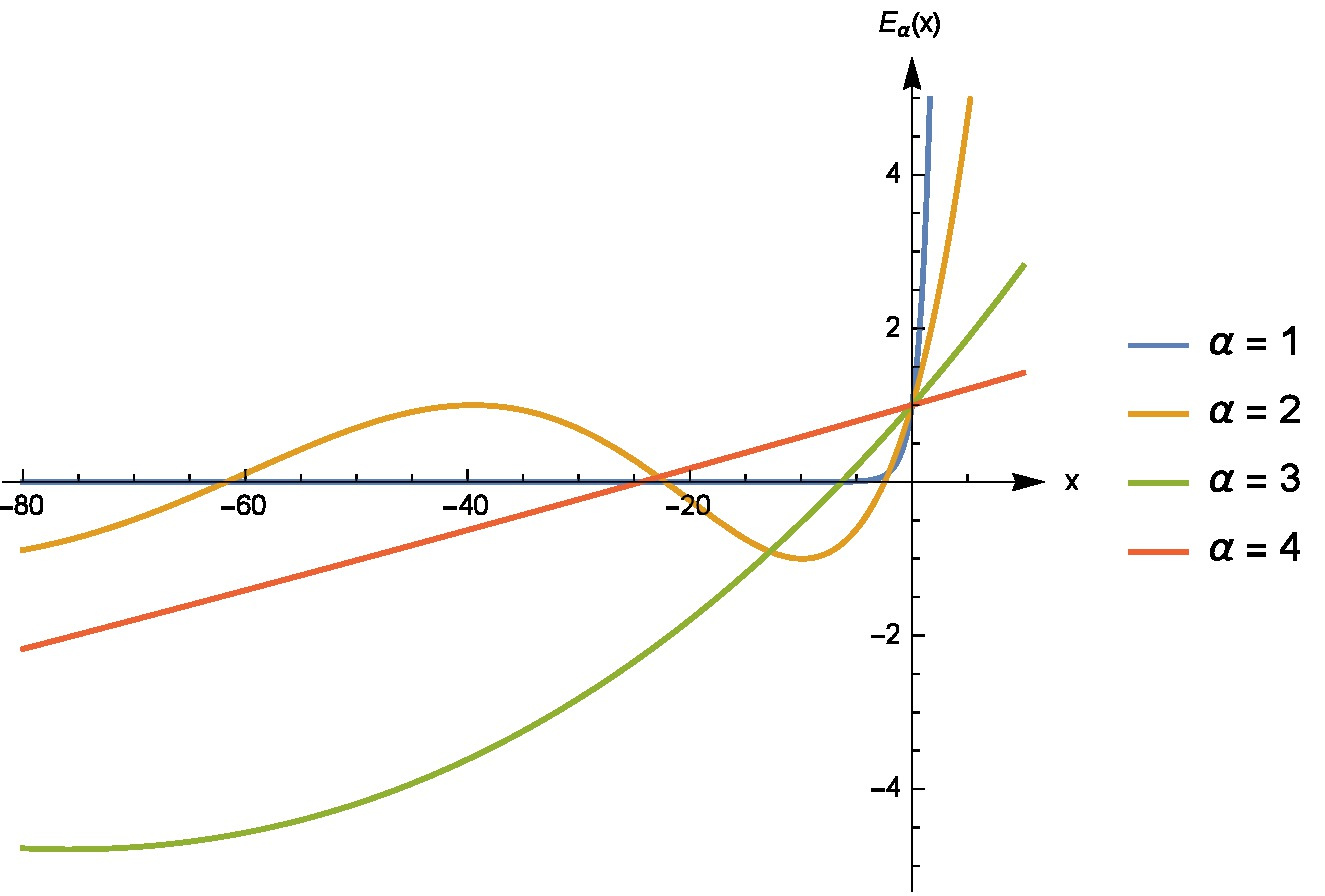
Função de Mittag-Leffler, E_{α}(x), para α inteiro.

{\displaystyle E_{1}(x)=\sum _{k=0}^{\infty }{\frac {x^{k}}{\Gamma (k+1)}}=e^{x}.}

### Casos Particulares
Apresentaremos a seguir, alguns casos particulares envolvendo a Função de Mittag-Leffler de um parâmetro.
1) {\displaystyle E_{\alpha }(0)=\sum _{k=0}^{\infty }{\frac {0^{k}}{\Gamma (\alpha k+1)}}={\frac {1}{\Gamma (1)}}+{\frac {0}{\Gamma (\alpha +1)}}+{\frac {0}{\Gamma (2\alpha +1)}}+...=1.}
2) {\displaystyle E_{2}(-x^{2})=\sum _{k=0}^{\infty }{\frac {(-x)^{2k}}{\Gamma (2k+1)}}=\sum _{k=0}^{\infty }(-1)^{k}{\frac {x^{2k}}{2k!}}=1-{\frac {x^{2}}{2!}}+{\frac {x^{4}}{4!}}-{\frac {x^{6}}{6!}}+...=\cos(x).}
3) {\displaystyle E_{2}(x^{2})=\sum _{k=0}^{\infty }{\frac {x^{2k}}{\Gamma (2k+1)}}={\frac {\sum _{k=0}^{\infty }{\frac {x^{k}}{\Gamma (k+1)}}+\sum _{k=0}^{\infty }{\frac {(-x)^{k}}{\Gamma (k+1)}}}{2}}={\frac {e^{x}+e^{-x}}{2}}={\text{cosh}}(x).}
4) {\displaystyle E_{0}(x)=\sum _{k=0}^{\infty }{\frac {x^{k}}{\Gamma (0k+1)}}=\sum _{k=0}^{\infty }{\frac {x^{k}}{\Gamma (1)}}=\sum _{k=0}^{\infty }x^{k},}
uma progressão geométrica cuja soma é {\displaystyle {\frac {1}{1-x}}}, para {\displaystyle |x|<1}.

## Função de Mittag-Leffler de dois parâmetros

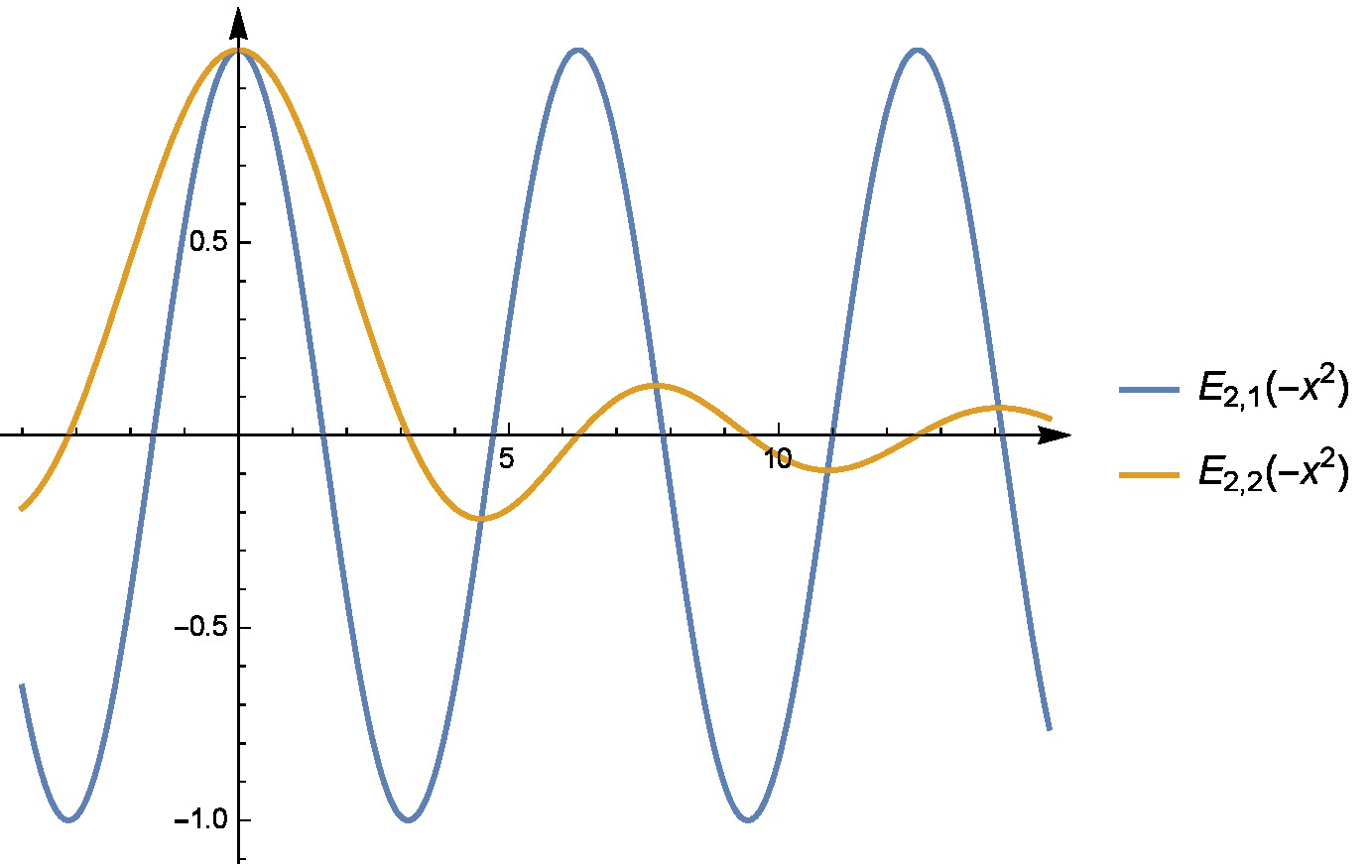
Função de Mittag-Leffler,, correspondente a função e a função.

Em 1905, Wiman introduziu uma generalização da função de Mittag-Leffler de dois parâmetros. Definida de seguinte maneira,
Sejam x,α e β complexos, com Re(α)>0 e Re(β)>0,
{\displaystyle E_{\alpha ,\beta }(x)=\sum _{k=0}^{\infty }{\frac {x^{k}}{\Gamma (\alpha k+\beta )}}.}
Note que a função de Mittag-Leffler de dois parâmetros é uma generalização da função de Mittag-Leffler de um parâmetro, basta tomar β=1.
{\displaystyle E_{\alpha ,1}(x)=\sum _{k=0}^{\infty }{\frac {x^{k}}{\Gamma (\alpha k+1)}}=E_{\alpha }(x).}

### Casos Particulares
Apresentaremos a seguir, alguns casos particulares envolvendo a Função de Mittag-Leffler de dois parâmetros.
OBS: Todos os casos particulares visto para a função de Mittag-Leffler de um parâmetro é válido para a função de Mittag-Leffler de dois parâmetros, basta tomar β=1.
1) {\displaystyle E_{2,1}(-x^{2})=\sum _{k=0}^{\infty }{\frac {x^{2k}}{\Gamma (2k+1)}}=E_{2}(-x^{2})=\cos(x).}
2) {\displaystyle E_{2,2}(-x^{2})=\sum _{k=0}^{\infty }{\frac {(-x)^{2k}}{\Gamma (2k+2)}}=\sum _{k=0}^{\infty }(-1)^{k}{\frac {x^{2k}}{(2k+1)!}}={\frac {x(\sum _{k=0}^{\infty }(-1)^{k}{\frac {x^{2k}}{(2k+1)!}})}{x}}={\frac {\sum _{k=0}^{\infty }(-1)^{k}{\frac {x^{2k+1}}{(2k+1)!}}}{x}}={\frac {\operatorname {sen}(x)}{x}}.}
3) {\displaystyle E_{2,2}(x^{2})=\sum _{k=0}^{\infty }{\frac {x^{2k}}{\Gamma (2k+2)}}=\sum _{k=0}^{\infty }{\frac {x^{2k}}{(2k+1)!}}={\frac {x(\sum _{k=0}^{\infty }{\frac {x^{2k}}{(2k+1)!}})}{x}}={\frac {\sum _{k=0}^{\infty }{\frac {x^{2k+1}}{(2k+1)!}}}{x}}={\frac {{\text{senh}}(x)}{x}}.}

### Relação importante
Exibiremos a seguir, uma relação existente entre a função de Mittag-Leffler de um parâmetro com a função de Mittag-Leffler de dois parâmetros.
1) Seja x e α complexos, com Re(α)>0,
{\displaystyle E_{\alpha ,\alpha +1}(x)=\sum _{k=0}^{\infty }{\frac {x^{k}}{\Gamma (\alpha (k+1)+1)}}={\frac {1}{x}}\sum _{k=0}^{\infty }{\frac {x^{k+1}}{\Gamma (\alpha (k+1)+1)}}={\frac {1}{x}}\left[{\frac {x}{\Gamma (\alpha +1)}}+{\frac {x^{2}}{\Gamma (2\alpha +1)}}+{\frac {x^{3}}{\Gamma (3\alpha +1)}}+...\right]=}
{\displaystyle ={\frac {1}{x}}\left[-1+\left(1+{\frac {x}{\Gamma (\alpha +1)}}+{\frac {x^{2}}{\Gamma (2\alpha +1)}}+{\frac {x^{3}}{\Gamma (3\alpha +1)}}+...\right)\right]={\frac {1}{x}}\left[-1+\sum _{k=0}^{\infty }{\frac {x^{k}}{\Gamma (\alpha k+1)}}\right]={\frac {1}{x}}[-1+E_{\alpha }(x)].}
Logo,
{\displaystyle E_{\alpha ,\alpha +1}(x)={\frac {1}{x}}[-1+E_{\alpha }(x)].}
2) Sejam x, α e β complexos, com Re(α)>0 e Re(β)>0,
{\displaystyle E_{\alpha ,\beta }(x)=\sum _{k=-1}^{\infty }{\frac {x^{k+1}}{\Gamma (\alpha (k+1)+\beta )}}=x\left({\frac {x^{-1}}{\Gamma (\beta )}}+\sum _{k=0}^{\infty }{\frac {x^{k}}{\Gamma (\alpha k+\alpha +\beta )}}\right)={\frac {1}{\Gamma (\beta )}}+x\sum _{k=0}^{\infty }{\frac {x^{k}}{\Gamma (\alpha k+(\alpha +\beta ))}}=xE_{\alpha ,\alpha +\beta }(x)+{\frac {1}{\Gamma (\beta )}}.}
Assim,
{\displaystyle E_{\alpha ,\beta }(x)=xE_{\alpha ,\alpha +\beta }(x)+{\frac {1}{\Gamma (\beta )}}.}
Com base no trabalho de Teodoro, apresentaremos a seguir as funções de Mittag-Leffler de três, quatro, cinco e seis parâmetros.

## Função de Mittag-Leffler de três parâmetros
Sejam x,α, β e  ρ complexos, com Re(α)>0, Re(β)>0 e Re(ρ)>0, a função de Mittag-Leffler de três parâmetros é definido pela seguinte série,
{\displaystyle E_{\alpha ,\beta }^{\rho }(x)=\sum _{k=0}^{\infty }{\frac {(\rho )_{k}x^{k}}{\Gamma (\beta +\alpha k)k!}}}
sendo  (ρ)k o símbolo de Pochhammer, definido a seguir.

### Símbolo de Pochhammer
O símbolo de Pochhammer é definido como,
Para {\displaystyle k\in \mathbb {N} },
{\displaystyle (\rho )_{k}=\rho (\rho +1)...(\rho +k-1)}.
Para {\displaystyle k=0},
{\displaystyle (\rho )_{0}=1}.
O símbolo de Pochhammer pode ser representado em termos da função gama,
{\displaystyle (\rho )_{k}={\frac {\Gamma (\rho +k)}{\Gamma (\rho )}}.}
Podemos verificar que a função de Mittag-Leffler de três parâmetros, {\displaystyle E_{\alpha ,\beta }^{\rho }(x)},é uma generalização da função de Mittag-Leffler de dois parâmetros, basta tomar ρ =1,
{\displaystyle E_{\alpha ,\beta }^{\rho }(x)=\sum _{k=0}^{\infty }\displaystyle {\frac {(1)_{k}x^{k}}{\Gamma (\beta +\alpha k)k!}}=\displaystyle \sum _{k=0}^{\infty }{\frac {k!x^{k}}{\Gamma (\alpha k+\beta )k!}}=\displaystyle \sum _{k=0}^{\infty }{\frac {x^{k}}{\Gamma (\alpha k+\beta )}}=E_{\alpha ,\beta }(x).}

## Função de Mittag-Leffler de quatro parâmetros
A função de Mittag-Leffler de quatro parâmetros é definido pela seguinte série,
{\displaystyle E_{\alpha ,\beta }^{\rho ,q}(x)=\sum _{k=0}^{\infty }{\frac {(\rho )_{qk}x^{k}}{\Gamma (\alpha k+\beta )k!}},}
com α,β e ρ complexos, e {\displaystyle q\in (0,1)\cup \mathbb {N} } tais que Re(α)>0, Re(β)>0 e Re(ρ)>0 e (ρ)qk sendo uma generalização do símbolo de Pochhammer, ou seja, {\displaystyle (\rho )_{qk}=\displaystyle {\frac {\Gamma (\rho +qk)}{\Gamma (\rho )}}}.
Podemos verificar que a função de Mittag-Leffler de quatro parâmetros é uma generalização da função de Mittag-Leffler de três parâmetros, basta tomar q=1,
{\displaystyle E_{\alpha ,\beta }^{\rho ,1}(x)=\displaystyle \sum _{k=0}^{\infty }\displaystyle {\frac {(\rho )_{k}x^{k}}{\Gamma (\beta +\alpha k)k!}}=E_{\alpha ,\beta }^{\rho }(x).}

## Função de Mittag-Leffler de cinco parâmetros
A função de Mittag-Leffler de cinco parâmetros é definido pela seguinte série,
{\displaystyle E_{\alpha ,\beta ,\delta }^{\rho ,q}(x)=\sum _{k=0}^{\infty }{\frac {x^{k}(\rho )_{qk}}{\Gamma (\alpha k+\beta )(\delta )_{k}}},}
com α,β, ρ e δ complexos, e {\displaystyle q\in (0,1)\cup \mathbb {N} } tais que Re(α)>0, Re(β)>0, Re(ρ)>0 e Re(δ)>0, (ρ)qk sendo uma generalização do símbolo de Pochhammer e (δ)k o símbolo de Pochhammer.
Podemos verificar que a função de Mittag-Leffler de cinco parâmetros, é uma generalização da função de Mittag-Leffler de quatro parâmetros, basta tomar δ=1,
{\displaystyle E_{\alpha ,\beta ,1}^{\rho ,q}(x)=\displaystyle \sum _{k=0}^{\infty }{\frac {x^{k}(\rho )_{qk}}{\Gamma (\alpha k+\beta )(1)_{k}}}=\displaystyle \sum _{k=0}^{\infty }{\frac {x^{k}(\rho )_{qk}}{\Gamma (\alpha k+\beta )k!}}=E_{\alpha ,\beta }^{\rho ,q}(x).}

## Função de Mittag-Leffler de seis parâmetros
A função de Mittag-Leffler de seis parâmetros é definido pela seguinte série,
{\displaystyle E_{\alpha ,\beta ,p}^{\rho ,\delta ,q}(x)=\sum _{k=0}^{\infty }{\frac {x^{k}(\rho )_{kq}}{\Gamma (\alpha k+\beta )(\delta )_{kp}}},}
com α,β, ρ e δ complexos, e p,q>0 tais que Re(α)>0, Re(β)>0, Re(ρ)>0, Re(δ)>0 e Re(α)+p≥q e (ρ)kq e (δ)kp generalizações do símbolo de Pochhammer.
Podemos verificar que a função de Mittag-Leffler de seis parâmetros, é uma generalização da função de Mittag-Leffler de cinco parâmetros, basta tomar p=1,
{\displaystyle E_{\alpha ,\beta ,1}^{\rho ,\delta ,q}(x)=\sum _{k=0}^{\infty }{\frac {x^{k}(\rho )_{kq}}{\Gamma (\alpha k+\beta )(\delta )_{k}}}=E_{\alpha ,\beta ,\delta }^{\rho ,q}(x).}
Observemos que as funções de Mittag-Leffer de n parâmetros, n≤6 é definida como generalização das funções de Mittag-Leffler de n-1, n-2,..., 1 parâmetro, consequentemente, todas as funções de Mittag-Leffler são generalizações da função exponencial.

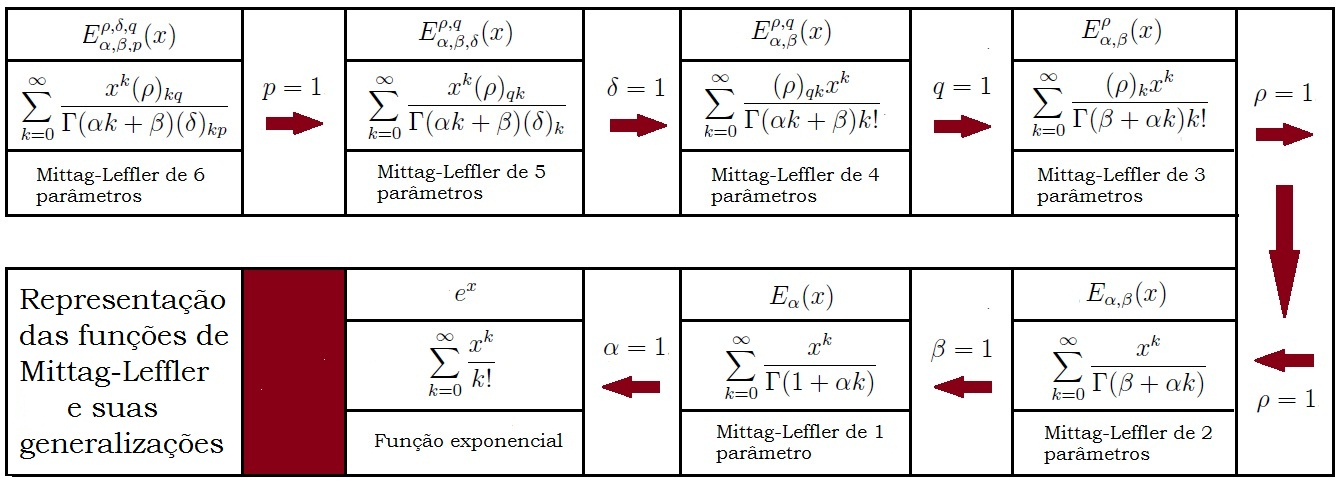
Representações das funções de Mittag-Leffler e suas generalizações.

## Notes
1. ↑  Relação utilizada para simplificar uma solução obtida de um equação diferencial de ordem fracionária.